# Chronologie de l'histoire postale
Cet article relate les principaux évènements de l'histoire philatélique et postale.

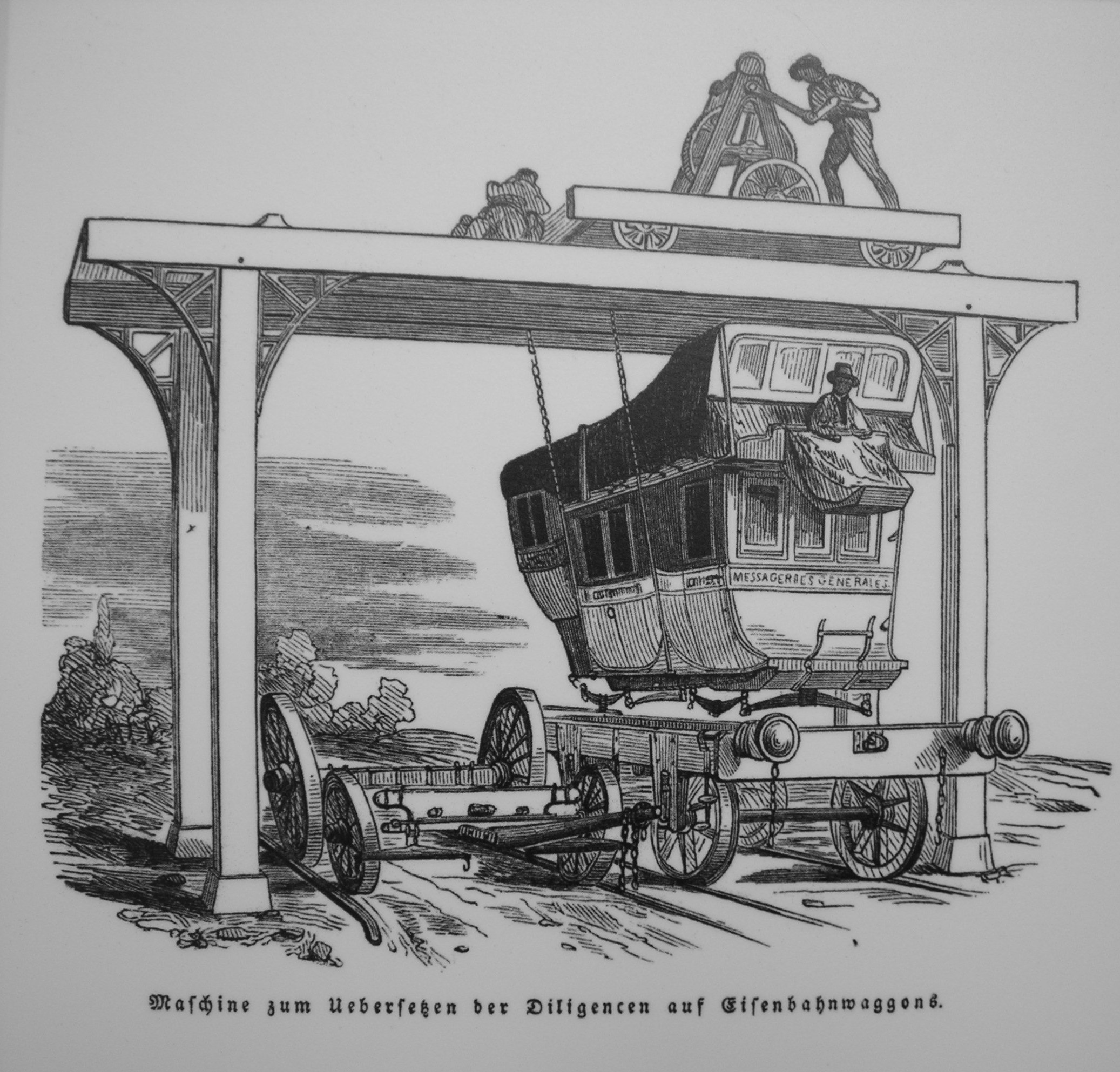
En 1844 dispositif permettant de transférer le corps d'une malle-poste sur rail (« transmodalité »).

## Antiquité
- 491 av. J.-C. - Bataille de Marathon : un messager au nom de Philippidès court annoncer la victoire aux habitants d'Athènes.
- 40 av. J.-C. - Rome établit le cursus publicus, le premier véritable service de courrier public.

## Vesiècle
- 453 - Chute de l'Empire romain d'Occident : le système de courrier mis en place par les romains se désagrège progressivement.

## XIIesiècle
- La Poste Metzger (« poste des bouchers ») assurée par des coursiers à cheval est le premier service postal du Moyen Âge.

## XIIIesiècle
- Autour de 1290[1] Omedeo Tasso organisa en Lombardie un service du courrier à cheval qui disposait de sa propre banque. (En italien: Compagnia dei Corrieri) reliant Milan avec Venise et Rome[2],[3]. Sa société était si efficace que les coureurs de poste sont connus sous le nom Bergamaschi dans toute l'Italie[4].

Un Musée a été créé à Cornello pour témoigner de l'histoire des Thurn & Taxis 

## XVesiècle
- 1477 - En France, Louis XI crée les relais de poste aux chevaux, réservés au roi[6].
- 1490 - En Autriche, à Innsbruck, l'empereur Maximilien Ier demande à Francesco Tasso d'organiser la poste entre ses différents fiefs.

## XVIesiècle
- 1516 - la famille de Taxis dirige un service postal basé à Bruxelles [3] qui est relié par courrier avec Rome, Naples, l'Espagne, l'Allemagne et la France.
- 1576 - En France, François Ier ouvre le service des relais de poste du roi à tous les citoyens[6].

## XVIIesiècle

### Années 1630
- 1635 - En Angleterre, le roi Charles Ier ouvre son système postal à ses sujets afin de procurer des ressources financières au parlement.

- 1639 - Le gouvernement du Massachusetts, (General Court of Massachusetts) promeut la taverne de Richard Fairbanks à Boston comme le premier établissement postal des Treize colonies britanniques en Amérique du Nord en la désignant comme le dépositaire officiel des courriers maritimes.

### Années 1670

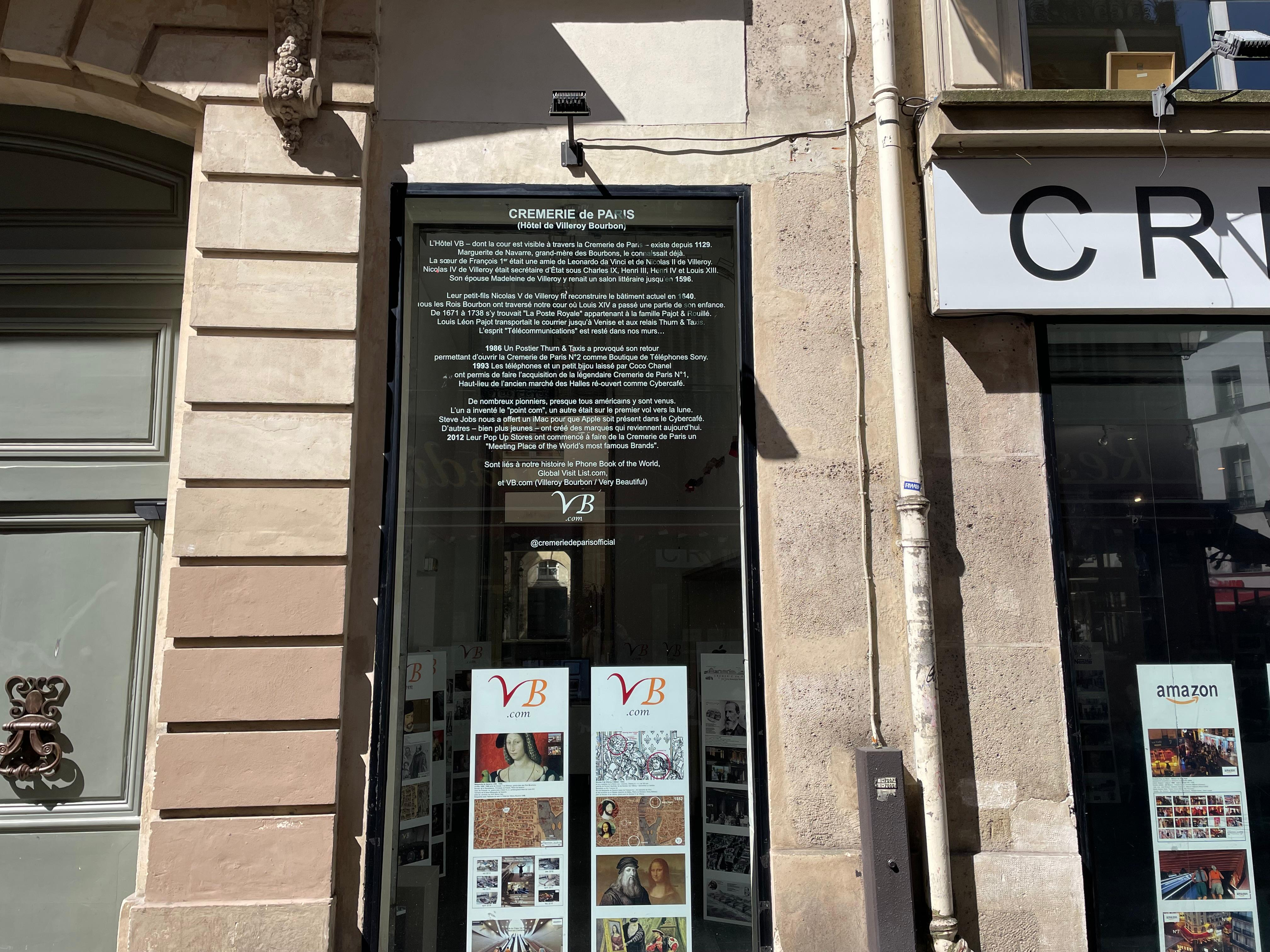
Histoire de l' Hotel de Villeroy Bourbon / VB sur la facade de l'ancient centre postal - reactivé en 1993 comme avant-garde internet cafe devenu acteur mondial dans les annuaires et centre d'exposition Cremerie de Paris 9 rue des Déchargeurs - vue dans la cour de la batisse postale qui existe toujours.

- En 1671, le 21 janvier les familles Pajot et Rouille[3] achètent au centre de Paris, à Nicolas V de Villeroy l´ancien Hôtel de Villeroy Bourbon situé 9 rue des Déchargeurs / 34 rue des Bourdonnais. Louis XIV y était passé fréquemment comme enfant car le Duc de Villeroy était son précepteur. Louis Rouillé et Leon Pajot y ouvrent un service de Poste. Ils payent une « ferme » (forte somme) au Roi Louis XIV.

- En 1690, Louis Pajot construit au 9 et 11 rue des Déchargeurs un nouveau bâtiment postal (qui existe toujours et abrite aujourd’hui des logements et des espaces d´exposition de la Crèmerie de Paris).

- En 1708, Louis-Léon Pajot, petit fils commun de Louis Rouillé et de Leon Pajot devient Maitre des Postes.  Sous sa direction l'entreprise Pajot & Rouillé prospère. Des liens avec Le Prince Anselm Franz von Thurn & Taxis s'intensifient. Louis XIV estime la fiablilité des Postes Pagot et Rouillé. Quand une lettre est très importante, le Roi Soleil se méfie de son entourage et la remet à Louis Leon Pajot en main propre. Dans les années 1730, l'entreprise dispose d'un réseau de 900 Relais de Poste[7].

- Des malles-poste régulières sont organisées depuis la rue des Déchargeurs vers les postes Thurn und Taxis et d´autres destinations. Un cabinet noir est installé plus tard rue des Déchargeurs qui permet au roi Louis XV d´intercepter des courriers qui paraissent intéressants.

- En 1738, la famille Pajot et Rouille, devenue une des familles les plus prospères de Paris perd la licence postale car le cardinal de Fleury estime que la redevance payée à l´État n'est pas suffisante.

## XVIIIesiècle

### Années 1760
- 1766 - Apparition des premières boîtes aux lettres privées à Berlin.

### Années 1780
- 1789 - Le 1er novembre : une instruction officielle de la poste de l'Autriche introduit le concept d'envoi recommandé, c'est-à-dire sous protection spéciale[8].

### Années 1790

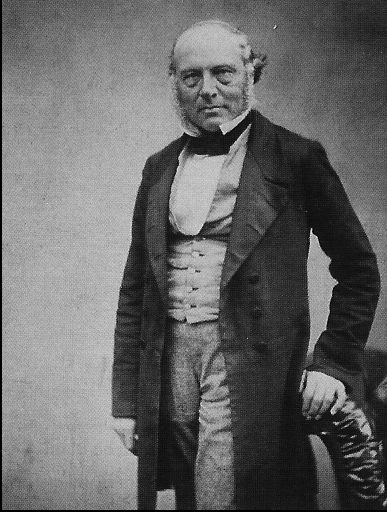
Sir Rowland Hill.

- 1792 - Apparition des marques postales linéaires avec numéro de département. Elles résultent en fait du découpage de la France en 83 départements, par l'Assemblée constituante, le 15 janvier 1790.
- 1795 - Naissance de Sir Rowland Hill, considéré comme l'inventeur du timbre poste.

## XIXesiècle

### Années 1810
- 1810 - Première utilisation dans l'empire d'Autriche de la marque Chargé pour marquer un envoi recommandé[9].

- 1811 - L'influence européenne (départements conquis) du système postal français (par exemple avec les marques postales linéaires) est à son apogée.

### Années 1830
- 1839 26 décembre - Au Royaume-Uni, Rowland Hill lance la Réforme postale.

### Années 1840
- 1840, 1er mai - Le Royaume-Uni émet le Penny Black premier timbre postal de l'histoire et en plus les premiers entiers postaux (Mulready stationary avec motifs conçu par le peintre William Mulready).
- 1843, 1er mars - Le canton de Zurich (Suisse) émet ses premiers timbres (4 et 6 rappen).
- 1843, 1er août - Le Brésil émet ses premiers timbres : Œil de bœuf.
- 1847, 1er juillet - Les États-Unis émettent leurs premiers timbres avec le Cinq cents brun Benjamin Franklin et le Dix cents noir George Washington ;
- 1847, 21 septembre — Dans l'Île Maurice, émission des timbres Post Office, qui vont battre régulièrement des records mondiaux lors de ventes aux enchères.
- 1849 - La France émet ses  premiers timbres :
  - 1er janvier :  20 centimes noir ;
  - 2 janvier : Première utilisation connue du un franc vermillon.
- 1849, 1er juillet - La Belgique émet ses premiers timbres à l'effigie de Léopold Ier (type épaulette).
- 1849, 1er novembre - Allemagne, la Bavière émet son premier timbre, Un kreuzer noir de Bavière.

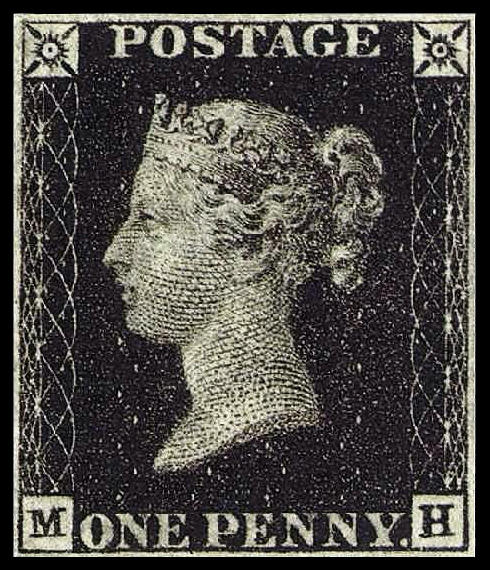
1840 Le black penny
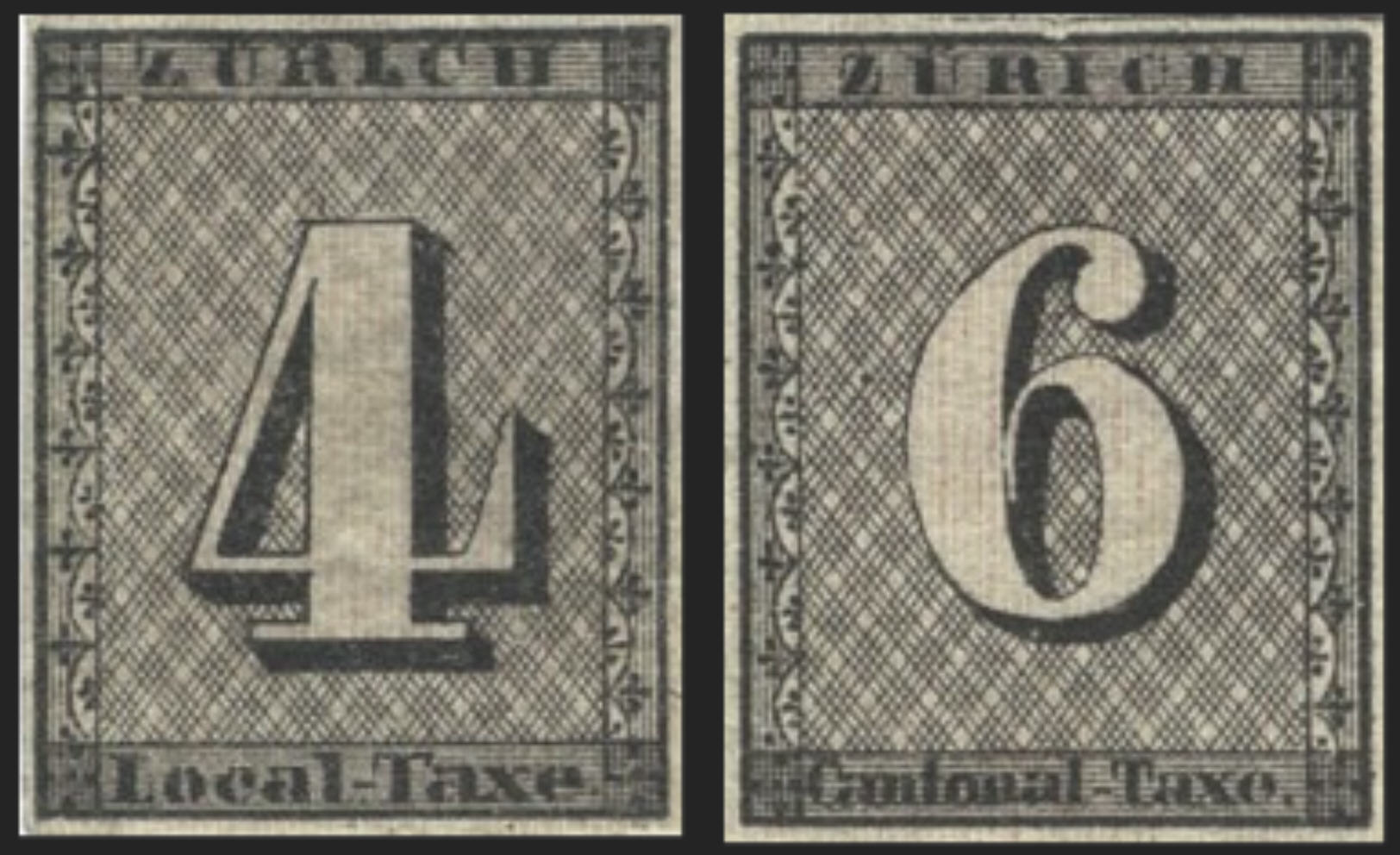
1843 Zürich
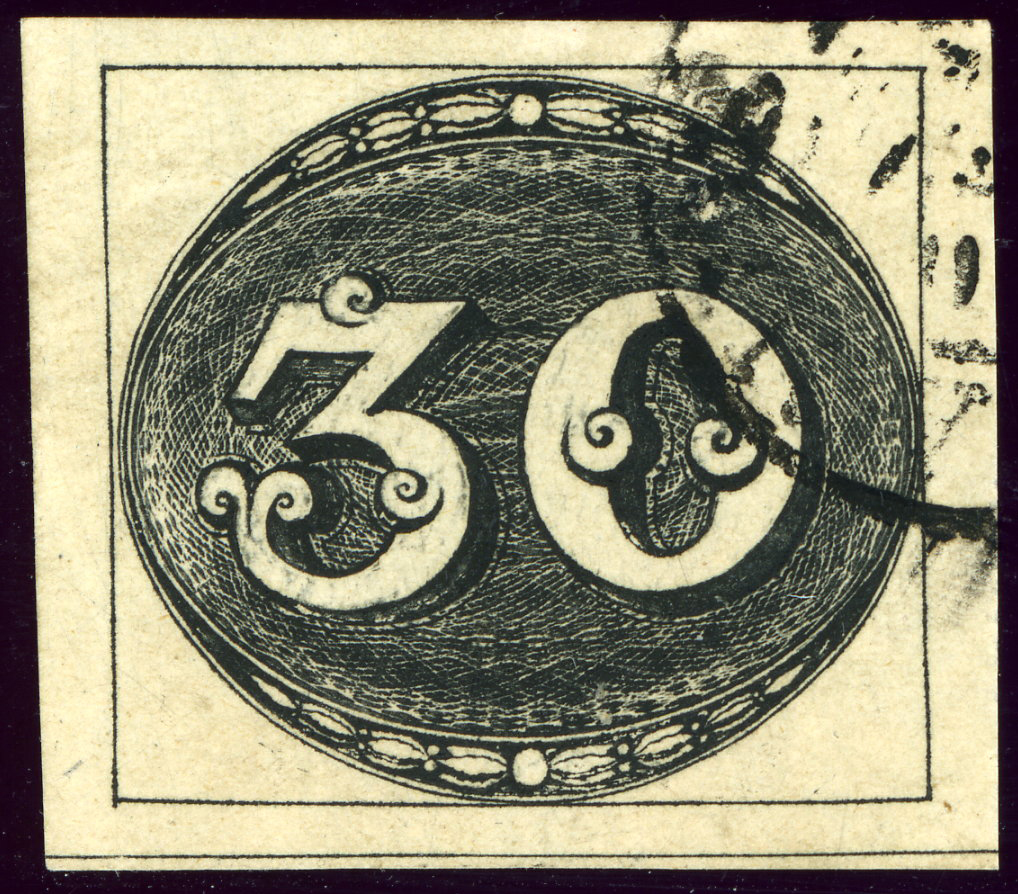
1843 Brésil
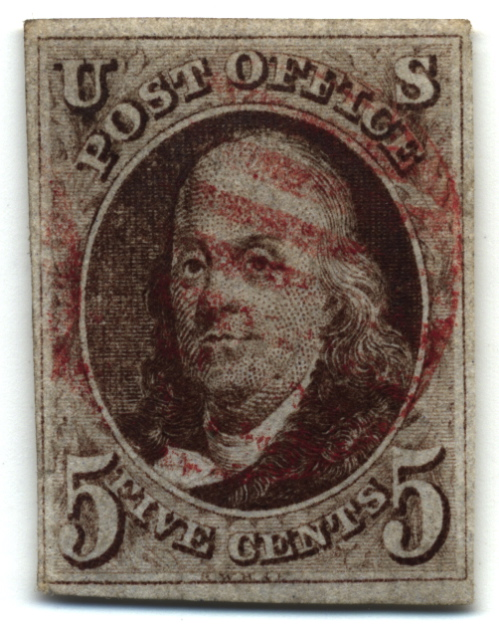
1847 États-Unis
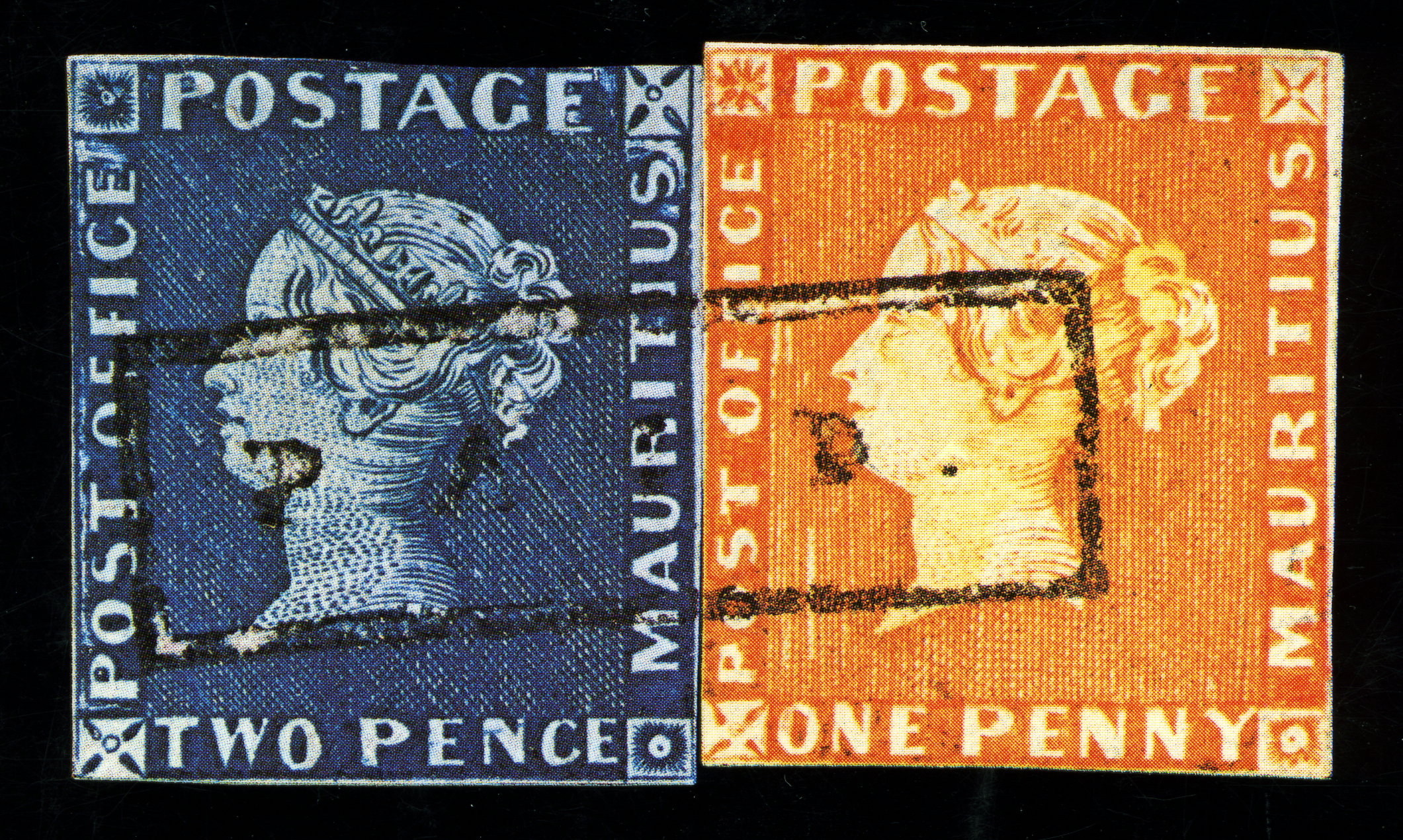
1847 Ile Maurice
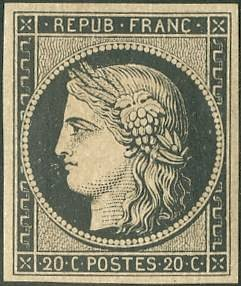
1849 France
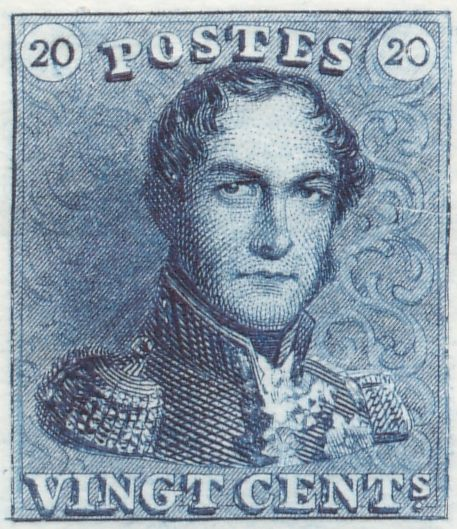
1849 Belgique
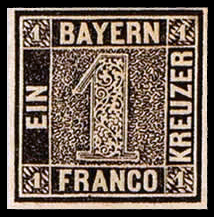
1849 Bavière

### Années 1850
- 1850, 1er janvier - L'Espagne émet ses premiers timbres.
- 1850, 1er juin - L'Autriche-Hongrie émet les premiers timbres pour usage dans tout l'empire (en Kreuzer) et en Centes pour la Lombardie-Vénétie, à cette époque provinces autrichiennes, (premiers timbres de l'Italie).
- 1851 - Le Canada émet ses premiers timbres.
- 1852 - Les Pays-Bas émet ses premiers timbres.
- 1854 - Le Royaume-Uni émet les premiers timbres  avec dentelure de l'histoire.
- 1857 - Décembre - La Russie émet son premier timbre (10 kopeks)
- 1859 - La France émet les premiers timbres-taxe de l'histoire.
- 1859 - La France émet les premiers timbres à destination des colonies françaises (type aigle).

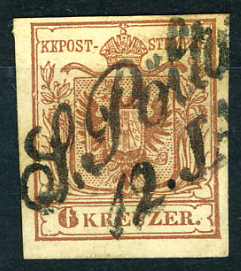
Empire d'Autriche 1850
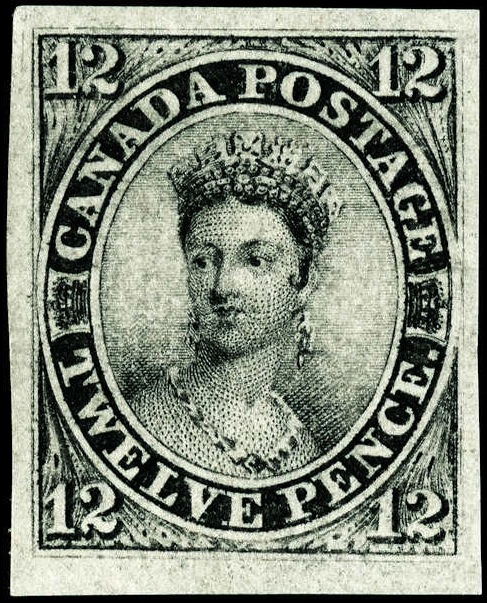
Canada 1851
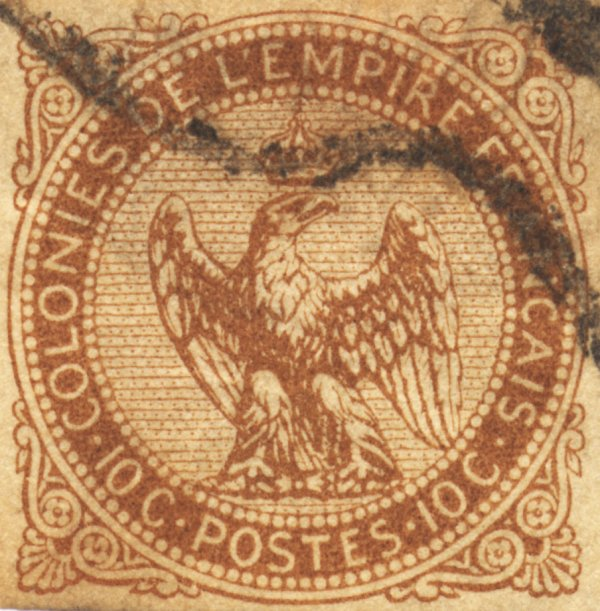
Colonies françaises 1859

### Années 1860
- 1867 - 1er juillet : la Prusse nationalise la Poste Thurn & Taxis. Une indemnisation de 3.000.000 de Thalers est negocié comme indemnisation

permettant à la famille Thurn & Taxis de rester une famille très fortunée.
- 1869 - 1er octobre : l'Autriche émet la première carte postale pré-imprimée, selon le concept de Emanuel Herrmann (2 kreuzer, en allemand et en hongrois)
- 1869 - Création de la Royal Philatelic Society London, la première association philatélique.

### Années 1870
- 1870 - 22 septembre - Premier envoi postal aérien attesté (Ballon "Le Neptune" de la Compagnie des Aérostiers, au départ de Paris assiégé)
- 1871 - Émission des premiers timbres au Japon
- 1874 - Création de l'Union postale universelle.

### Années 1880
- 1888 - Introduction des premiers préoblitérés au Canada.
- 1888 - Émission du premier timbre commémoratif en Nouvelle-Galles du Sud.

### Années 1890
- 1893 - Introduction des premiers timbres préoblitérés en France.
- 1896 - Première édition du catalogue Yvert et Tellier.
- 1898 - Premier timbre de Noël, émis au Canada (voir Timbres et vignettes de Noël)

## XXesiècle

### Années 1900
- 1906 - La Belgique émet ses premiers timbres préoblitérés.

### Années 1910
- 1917 - L'Italie émet les premiers timbres de l'histoire sur la poste aérienne.

### Années 1920
- 1927 - La France émet ses premiers timbres de poste aérienne.

### Années 1930
- 1936 - France : première émission officielle d'une oblitération premier jour[10]

### Années 1940
- 1941 - Allemagne : la Reichspost introduit un code postal à deux chiffres et une lettre pour faciliter le tri du courrier avec du personnel de remplacement non qualifié.

### Années 1950
- 1956 - première émission des timbres Europa.

### Années 1960
- 1963 - Les États-Unis introduisent le code ZIP pour faciliter le tri du courrier.
- 1964 - Introduction du code postal en France.